# Circo Massimo (stacja metra)
Circo Massimo - stacja na linii B metra rzymskiego. Stacja została otwarta w 1955. Znajduje się w pobliżu Circus Maximus. Poprzednim przystankiem jest Colosseo, a następnym Piramide.